# Seseli massiliense
Seseli massiliense är en flockblommig växtart som beskrevs av Pietro Bubani. Seseli massiliense ingår i släktet säfferötter, och familjen flockblommiga växter. Inga underarter finns listade i Catalogue of Life.